# Salganea cavagnaroi
Salganea cavagnaroi är en kackerlacksart som beskrevs av Roth, L. M. 1979. Salganea cavagnaroi ingår i släktet Salganea och familjen jättekackerlackor. Inga underarter finns listade i Catalogue of Life.